# Plataforma de gelo Amery
A plataforma de gelo Amery (69° 45′ S, 71° 00′ L) é uma plataforma de gelo ampla na Antártida na frente da Baía Prydz entre a Costa de Lars Christensen e a Costa de Ingrid Christensen. É parte da Terra de Mac. Robertson. O nome "Cabo Amery" foi aplicado a um ângulo costeiro mapeado em 11 de fevereiro de 1931 pela Expedição de Pesquisa Antártica Britânica Australiana Neozelandesa (BANZARE) sob o comando Douglas Mawson. Ele a batizou com o nome de William B. Amery, que representou o governo do Reino Unido na Austrália (1925–28). O Advisory Committee on Antarctic Names interpretou esta feição como uma porção de uma plataforma de gelo e, em 1947, aplicou o nome Amery a toda a plataforma.
Em dezembro de 2006, foi relatado pela Australian Broadcasting Corporation que cientistas australianos estavam se dirigindo à plataforma de gelo Amery para investigar fendas enormes que tinham sido formadas por mais de uma década na taxa de três a cinco metros por dia. Estas fraturas ameaçam se romper em pedaços de 1000 km2 da plataforma de gelo Amery. Os cientistas queriam descobrir o que estava causando as rachaduras, na medida em que não havia atividade semelhante desde os anos de 1960. Entretanto, o líder da pesquisa acredita que é muito cedo para atribuir a causa ao Aquecimento Global enquanto existir a possibilidade de um ciclo natural de 50-60 anos ser o responsável.
A Geleira Lambert flui do Graben Lambert para dentro da plataforma de gelo Amery no lado sudoeste da Baía Prydz.
A Bacia de Amery (68° 15′ S, 74° 30′ L) é uma bacia submarina ao norte da plataforma de gelo Amery.
A plataforma de gelo Amery é pequena comparada à plataforma de gelo Ross e à plataforma de gelo Filchner-Ronne.